# Rat ruža (1989.)
Rat ruža, također prevođen i doslovno, kao Rat Roseovih (eng. The War of the Roses), američka je crna komedija redatelja Dannyja DeVita iz 1989. godine.

## Radnja
Film govori o ljubavnom suživotu Olivera i Barbare Rose, od samih početaka tijekom kojih su se iskreno voljeli, pa do prestanka njihove ljubavi i krvoločnog (doslovce) rata oko razvoda i podjele materijalnih dobara koja su u međuvremenu zajedno stekli. 

## Kulturalni utjecaj
Naziv filma, Rat Roseovih (glavni se junaci filma prezivaju Rose - referenca na srednjovjekovne ratove kuća Lancaster i York; vidi Ratovi dviju ruža), u većini je zemalja van engleskog govornog područja preveden kao Rat ruža. U Njemačkoj je taj izraz (Rosenkrieg) postao uvriježenim nazivom za dugu, napornu, brakorazvodnu parnicu.
Također, film je kasnije utjecao na scenarij akcijskog blockbustera Gospodin i gospođa Smith.

## Glavne uloge
- Michael Douglas kao Oliver Rose
- Kathleen Turner kao Barbara Rose
- Danny DeVito kao odvjetnik D'Amato

## Vanjske poveznice
- Rat ruža u internetskoj bazi filmova IMDb-a